# Нова-Топола (Республика Сербская)
Нова-Топола (серб. Нова Топола) —  населённый пункт (посёлок) в общине Градишка, который принадлежит энтитету Республике Сербской, Босния и Герцеговина. Расположен в 10 км к югу от города Градишка.

## Население
Численность населения посёлка Нова-Топола по переписи 2013 года составила 2 430 человек.
Этнический состав населения населённого пункта по данным переписи 1991 года:
- сербы — 1888 (86,17 %),
- хорваты — 92 (4,19 %),
- боснийские мусульмане — 11 (0,50 %),
- югославы — 140 (6,38 %),
- прочие — 60 (2,73 %),

Всего: 2191 чел.